# 米奇·摩亞
米奇·史提芬·丹尼·摩亞（英語：Mikey Steven Danny Moore，2007年8月11日—）是一名英格蘭職業足球員，司職翼鋒，現時效力蘇格蘭足球超級聯賽球會格拉斯哥流浪（熱刺外借）。

## 球會生涯
小時候的摩亞轉會到熱刺完成了他在U9的發展。在2022-23賽季，他是屢獲殊榮的熱刺U17、U18隊的一員，並為歐洲青年聯賽的U19隊效力，並且以15歲之齡成為歷史上最年輕為U21隊上陣的球員。當賽季他幫助熱刺贏得U17和U18英超杯冠軍。2023年6月17日，摩爾與熱刺簽訂了一份學徒合約。他於2023年10月被英國衛報評為英超最佳一年級學徒之一。
2024年5月14日，摩亞在主場2-0負於曼城的比賽中首次代表球隊出場，以16歲277天之齡成為英超聯賽中最年輕上陣的熱刺球員，超越了丹恩·所保持的紀錄。
摩亞於2024年8月12日，也就是他17歲生日的第二天，與熱刺簽訂了為期三年的職業合約。
2024年9月26日，摩亞在欧洲联赛主場3-0戰勝卡拉巴克的比賽中完成了他的歐洲首秀，並在幾天後的2024年10月3日客場2-1戰勝的比賽中首次首發出場。摩亞在同一項錦標賽中為俱樂部第二次首發，贏得了隊友稱讚他的表現湛比巴西球星。
2024年10月27日，摩亞在對水晶宮的比賽中首次首發亮相，並且在比賽中踢了62分鐘，隨後被替換下場，最終熱刺以0-1客場落敗。摩亞以年僅17歲零77天，成為自1993年9月·卡爾對陣伊普斯威奇比賽以來，熱刺歷史上最年輕的首發球員。
2024年10月30日，摩亞在英格蘭聯賽盃迎戰曼城的比賽中首次亮相，並在第68分鐘替換上場，最終幫助熱刺以2-1戰勝曼城。

## 國際賽生涯
摩亞是英格蘭青年隊的國腳。他曾參加過英格蘭U17的比賽。
2024年5月20日，摩亞入選英格蘭參加2024年歐洲U-17足球錦標賽的英格蘭陣容。他在位於拉纳卡的首場比賽中梅開二度，幫助球隊以4-0戰勝法國。摩亞還在接下來對葡萄牙和西班牙的小組賽中進球。然後他在四分之一决赛對陣義大利的比賽中首發。
2024年9月7日，摩亞在英格蘭U19客場1-1戰平克羅埃西亞的比賽中首次亮相。

## 荣誉

### 俱乐部
热刺
- 欧洲联赛冠軍：2024–25年

## 外部連結
- Soccerway資料庫：米奇·摩亞